# Diecezja Palestrina
Diecezja Palestrina – diecezja Kościoła rzymskokatolickiego we Włoszech, a dokładniej w Lacjum (Palestrina). Została erygowana w IV wieku, obecne granice uzyskała w 2002 roku. Jest jedną z diecezji suburbikarnych. W praktyce oznacza to, iż równocześnie posiada zwykłego biskupa diecezjalnego (od 2019 jest nim bp Mauro Parmeggiani) oraz biskupa tytularnego z grona kardynałów-biskupów (od 2009 kard. José Saraiva Martins CMF).